# كنيسة أم العمد
كنيسة أم العمد هي إحدى الكنائس الأثرية في الأردن، تقع في محافظه إربد - بني كنانة في الجهة الجنوبية من موقع آثار قولبة، ويعود تاريخ الكنيسة إلى العهد الأموي (661- 750) م، وتم اكتشافها عام 1982م، سميت ب(أم العمد) لكثرة ما تحتويه من أعمدة.

## البناء والعمارة
أظهرت الحفريات الأثرية أن أساساتها قد بنيت على أنقاض بناء أقدم منها، بدليل النقود وقطع الفخار، وقد إتبع في بنائها النظام البازيليكي ذو الثلاث حنايا. تبلغ أبعاد الكنيسة حوالي 20 مترا عرضا و41 مترا طولا، تتشابه هذه الكنيسة في بناءها بناء كلا من كنيسة القيامة وكنيسة المهد في فلسطين، وتتكون من صالة وسطى يبلغ عرضها 10 أمتار وطولها 30 متر، وجناحين يبلغ عرض كل منها 5 أمتار، ويفصل الصالة الوسطى عن الجناحين الجانبيين صفان من الأعمدة في كل منهما 12 عمود حيث زخرف بعضها بتيجان كورنثية، ويتكون الهيكل من ثلاثة محاريب متجاورة نصف دائرية، أما أرضيات الكنيسة فقد جاء جزء منها مبلطا.
للكنيسة شرفة أمامية تحتوي على أربعة أعمدة، وتتكون من طابقين ولها ثلاثة أبواب في الجدار الغربي وبابان في الجدار الشمالي وباب في الجدار الجنوبي، واستخدم الحجر الكلسي والبازلتي في البناء، وللكنيسة أيضا غرف جانبية تتصل بالجدار الجنوبي، من المرجح أنها استخدمت كغرف لسكن رجال الدين أو التخزين. وقد عثر في أرضية الكنيسة على قطع مربعات فسيفساء ذات اللون الذهبي، وقد وجدت آثار لمحراب يتجه إلى الشرق، مما يدل على إستخدامها لأغراض دينية، كما وجدت آثار لقنوات مائية استخدمت لجمع مياه الأمطار عن أسطح المباني.

المخطط المعماري